# Награды Чувашии
Государственные награды Чувашской Республики — награды субъекта Российской Федерации, учреждённые Государственным советом Чувашской Республики и перечисленные в Законе Чувашской Республики от 12 апреля 2005 года № 15 «О государственных наградах Чувашской Республики».
Главой Чувашской Республики, Государственным советом Чувашской Республики, Кабинетом министров Чувашской Республики и отдельными ведомствами могут быть учреждены свои ведомственные награды.

## Государственные награды Чувашской Республики
| Изображение награды                      | Наименование награды                                                                          | Дата учреждения                           | Правила награждения | Источник |
| Аверс (Знак образца 2018 г.) Лента       | Почётное звание «Почётный гражданин Чувашской Республики»                                     | 12 ноября1996 года --- 12 апреля2005 года | Почётное звание «Почётный гражданин Чувашской Республики» является высшей государственной наградой Чувашской Республики. Почётное звание «Почётный гражданин Чувашской Республики» присваивается гражданам за выдающиеся заслуги, достигнутые в деле укрепления мира, развития взаимовыгодного сотрудничества, в государственной, научно-технической, общественной, благотворительной деятельности, в области культуры, способствовавшие экономическому и духовному расцвету чувашской нации, повышению авторитета Чувашской Республики в Российской Федерации и за рубежом. Лица, удостоенные почётного звания «Почётный гражданин Чувашской Республики», заносятся в «Книгу почётных граждан Чувашской Республики», которая хранится в Администрации Главы Чувашской Республики. | Закон Чувашской Республики от 12 апреля 2005 года № 15 «О государственных наградах Чувашской Республики»                                                                               |
| Аверс Реверс Лента                       | Орден «За заслуги перед Чувашской Республикой»                                                | 12 апреля2005 года                        | Орденом «За заслуги перед Чувашской Республикой» награждаются граждане за особо выдающиеся заслуги перед Чувашской Республикой, её народом, за внесение большого личного вклада в развитие и приумножение производственного и духовного потенциала Чувашской Республики, обеспечение прав и свобод граждан, за отвагу и мужество, проявленные при выполнении гражданского, служебного, воинского долга. Знак ордена «За заслуги перед Чувашской Республикой» носится на левой стороне груди, при наличии государственных наград Российской Федерации, СССР располагается после них. | Закон Чувашской Республики от 12 апреля 2005 года № 15 «О государственных наградах Чувашской Республики»                                                                               |
| Аверс Реверс Лента                       | Орден «За любовь и верность»                                                                  | 12 апреля2005 года                        | Орденом Чувашской Республики «За любовь и верность» награждаются супруги, проживающие на территории Чувашской Республики, состоящие в браке, заключённом в органах записи актов гражданского состояния, пятьдесят и более лет, создавшие социально ответственную семью, основанную на взаимной любви и верности, воспитавшие детей - достойных граждан Российской Федерации, ведущие здоровый образ жизни, подающие пример в укреплении института семьи. | Закон Чувашской Республики от 12 апреля 2005 года № 15 «О государственных наградах Чувашской Республики»                                                                               |
| Аверс Реверс Лента                       | Медаль ордена «За заслуги перед Чувашской Республикой»                                        | 12 апреля2005 года                        | Медалью ордена «За заслуги перед Чувашской Республикой» награждаются граждане за высокие достижения в научной, экономической, социально-культурной, общественной и благотворительной деятельности, заслуги в укреплении мира и дружбы между народами и иные заслуги перед Чувашской Республикой и её народом. Медаль ордена «За заслуги перед Чувашской Республикой» носится на левой стороне груди, при наличии ордена «За заслуги перед Чувашской Республикой» располагается после него. | Закон Чувашской Республики от 12 апреля 2005 года № 15 «О государственных наградах Чувашской Республики»                                                                               |
| Почётная грамота Знак к почётной грамоте | Почётная грамота Чувашской Республики                                                         | 12 апреля2005 года                        | Почётной грамотой Чувашской Республики награждаются граждане, организации, муниципальные образования Чувашской Республики и населенные пункты Чувашской Республики, не имеющие статуса муниципального образования, за большой вклад в развитие экономики, промышленности, агропромышленного комплекса, науки, здравоохранения, образования, культуры, искусства, за достигнутые трудовые успехи и иные заслуги перед Чувашской Республикой и её народом. Нагрудный знак к Почётной грамоте Чувашской Республики носится на правой стороне груди, при наличии государственных наград Российской Федерации, СССР, РСФСР располагается после них. | Закон Чувашской Республики от 12 апреля 2005 года № 15 «О государственных наградах Чувашской Республики»                                                                               |
|                                          | Почётные звания Чувашской Республики                                                          | 12 апреля2005 года                        | В перечень почётных званий Чувашской Республики входят звания: - «Народный артист Чувашской Республики»; - «Народный писатель Чувашской Республики»; - «Народный поэт Чувашской Республики»; - «Народный художник Чувашской Республики»; - «Народный учитель Чувашской Республики»; - "Заслуженный агроном Чувашской Республики"; - "Заслуженный артист Чувашской Республики"; - "Заслуженный архитектор Чувашской Республики"; - "Заслуженный ветеринарный врач Чувашской Республики"; - "Заслуженный врач Чувашской Республики"; - "Заслуженный деятель искусств Чувашской Республики"; - "Заслуженный деятель науки Чувашской Республики"; - "Заслуженный землеустроитель Чувашской Республики"; - "Заслуженный зоотехник Чувашской Республики"; - "Заслуженный изобретатель Чувашской Республики"; - "Заслуженный лесовод Чувашской Республики"; - "Заслуженный механизатор Чувашской Республики"; - "Заслуженный предприниматель Чувашской Республики"; - "Заслуженный работник здравоохранения Чувашской Республики"; - "Заслуженный работник культуры Чувашской Республики"; - "Заслуженный работник образования Чувашской Республики"; - "Заслуженный работник промышленности Чувашской Республики"; - "Заслуженный работник сельского хозяйства Чувашской Республики"; - "Заслуженный работник социальной защиты населения Чувашской Республики"; - "Заслуженный работник сферы обслуживания населения Чувашской Республики"; - "Заслуженный работник транспорта Чувашской Республики"; - "Заслуженный работник физической культуры и спорта Чувашской Республики"; - "Заслуженный рационализатор Чувашской Республики"; - "Заслуженный связист Чувашской Республики"; - "Заслуженный сотрудник органов внутренних дел по Чувашской Республике"; - "Заслуженный спасатель Чувашской Республики"; - "Заслуженный строитель Чувашской Республики"; - "Заслуженный учитель Чувашской Республики"; - "Заслуженный художник Чувашской Республики"; - "Заслуженный эколог Чувашской Республики"; - "Заслуженный экономист Чувашской Республики"; - "Заслуженный энергетик Чувашской Республики"; - "Заслуженный юрист Чувашской Республики"; | Закон Чувашской Республики от 12 апреля 2005 года № 15 «О государственных наградах Чувашской Республики»                                                                               |
| Аверс Реверс                             | Знак материнской славы Чувашской Республики «Анне»                                            | 21 декабря2018 года                       | Знаком материнской славы Чувашской Республики «Анне» награждаются матери, проживающие на территории Чувашской Республики не менее 10 лет, родившие (усыновившие, удочерившие) и достойно воспитавшие пятерых и более детей. При представлении матерей к награждению знаком материнской славы Чувашской Республики «Анне», также учитываются дети, погибшие или пропавшие без вести при защите суверенитета Российской Федерации, при спасении человека, при охране законности и правопорядка, а также умершие из-за ранений или заболеваний, полученных при указанных обстоятельствах либо вследствие трудового увечья или профессионального заболевания, стихийного бедствия. Для награждённых знаком материнской славы Чувашской Республики «Анне» матерей, законом предусмотрены льготы и денежные выплаты. Знак материнской славы Чувашской Республики «Анне» носится на правой стороне груди, при наличии государственных наград Российской Федерации, государственных наград СССР, нагрудных знаков к Почётным званиям Чувашской Республики, располагается после них. | Указ «О целесообразности учреждения награды для матерей» --- Закон Чувашской Республики от 12 апреля 2005 года № 15 (в ред. Закона ЧР от 21 декабря 2018 г. № 95) --- Об учреждении... |
| Аверс Реверс Лента                       | Знак отличия «За безупречную службу в органах местного самоуправления в Чувашской Республике» | 12 апреля2005 года                        | Знаком отличия «За безупречную службу в органах местного самоуправления в Чувашской Республике» награждаются лица, замещающие муниципальные должности, муниципальные служащие в Чувашской Республике, проработавшие в органах местного самоуправления в Чувашской Республике не менее 10 лет, за вклад в развитие местного самоуправления, безупречную и эффективную муниципальную службу. Знак отличия «За безупречную службу в органах местного самоуправления в Чувашской Республике» носится на правой стороне груди, при наличии государственных наград Российской Федерации, государственных наград СССР, нагрудных знаков к Почётным званиям Чувашской Республики и знака материнской славы Чувашской Республики «Анне», располагается после них. | Закон Чувашской Республики от 12 апреля 2005 года № 15 «О государственных наградах Чувашской Республики»                                                                               |

## Иные награды в Чувашской Республике
| Изображение награды | Наименование награды                                                                             | Дата учреждения      | Правила награждения | Источник |
|                     | Памятный знак Главы Чувашской Республики                                                         | 31 января2002 года   | Памятный знак Главы Чувашской Республики вручается Главе Чувашской Республики, прекратившему исполнение своих полномочий, в знак признания его заслуг перед Чувашской Республикой. Знак вручается Председателем Государственного Совета Чувашской Республики на торжественной церемонии, посвященной вступлению в должность гражданина Российской Федерации, наделенного полномочиями Главы Чувашской Республики. Повторное вручение Знака не производится. Знак носится на правой стороне груди и располагается после государственных наград Российской Федерации и Чувашской Республики. | Указ Президента Чувашской Республики от 31 января 2002 года №36 «О Должностном знаке Главы Чувашской Республики и Памятном знаке Главы Чувашской Республики»                                                                         |
|                     | Почётная грамота Государственного Совета Чувашской Республики                                    | 14 сентября2000 года | Почётная грамота Государственного Совета Чувашской Республики учреждена для награждения граждан, предприятий, учреждений и организаций Чувашской Республики за большой вклад в реализацию программ социально-экономического развития Чувашской Республики, в развитие законодательства и правовой системы, местного самоуправления, а также за конкретные достижения при осуществлении мер по обеспечению правопорядка, законности, прав и свобод граждан. Почётной грамотой могут быть награждены граждане, проживающие в других субъектах Российской Федерации, а также иностранные граждане за существенный вклад в развитие межпарламентских связей и парламентаризма, укрепление дружбы народов. Лица, награждённые Почётной грамотой, повторно могут представляться к этой награде не ранее чем через 5 лет после предыдущего награждения. | Постановление Государственного Совета ЧР от 14 сентября 2000 года №453 «О положении "О Почётной грамоте Государственного Совета Чувашской Республики"»                                                                               |
|                     | Государственная премия Чувашской Республики                                                      | 30 сентября1994 года | Государственные премии Чувашской Республики присуждаются ежегодно: - в области литературы и искусства - одна премия, равная 75 тыс. рублей, за произведения, отличающиеся новизной, получившие общественное признание и являющиеся крупным вкладом в развитие национальной культуры; - в области науки и техники - две премии (в области гуманитарных наук и в области естественных и технических наук), равные 75 тыс. рублей, за фундаментальные научные труды, открытия и технические разработки, внедрение новых видов техники и технологии, соответствующие уровню передовых достижений и способствующие эффективному решению проблем социально-экономического развития Чувашской Республики (в работах прикладного характера). Представление работы на соискание Премии производится органами исполнительной власти Чувашской Республики, организациями, в том числе высшими учебными заведениями, научными учреждениями, учреждениями культуры и искусства, общественными объединениями. Работы выдвигаются с обеспечением широкой гласности и обсуждения в коллективах организаций.                                                                              | Указ президента Чувашской Республики от 30 сентября 1994 года №110 «О Положении "О Государственных премиях Чувашской Республики, нагрудном знаке и дипломе лауреата Государственной премии Чувашской Республики"»                    |
|                     | Государственная молодёжная премия Чувашской Республики                                           | 30 ноября1996 года   | В целях поощрения молодых граждан за большой вклад в развитие Чувашской Республики учреждены восемь Государственных молодежных премий Чувашской Республики, равных 50 тыс. рублей каждая, в их числе: - в сфере науки, техники и производства - одна премия; - в сфере образования, воспитания и молодежной политики - одна премия; - в сфере литературы, культуры и искусства - одна премия; - в сфере журналистики - одна премия; - в сфере здравоохранения - одна премия; - в сфере охраны окружающей среды - одна премия; - в сфере физической культуры и спорта - одна премия; - в сфере добровольческой деятельности - одна премия. Государственные молодежные премии Чувашской Республики присуждаются ежегодно, по одной Премии по каждой обозначенной сфере деятельности. | Указ президента Чувашской Республики от 30 ноября 1996 года №129 «О государственных молодежных премиях Чувашской Республики» |
| Аверс Реверс Лента  | Памятная медаль «100-летие образования Чувашской автономной области»                             | 21 октября2019 года  | Памятная медаль «100-летие образования Чувашской автономной области» является формой поощрения за весомый вклад в социально-экономическое развитие Чувашской Республики, духовно-нравственное и патриотическое воспитание её населения и иные заслуги перед Чувашской Республикой. Не является государственной наградой. Памятной медалью награждаются граждане Российской Федерации, иностранные граждане и лица без гражданства, получившие общественное признание, за заслуги, указанные в пункте 1 Положения о награде. По инициативе Главы Чувашской Республики памятной медалью награждаются почётные гости праздничных торжеств и мероприятий, посвящённых 100-летию образования Чувашской автономной области, за заслуги, указанные в пункте 1 Положения о награде, и плодотворную деятельность по сближению и взаимообогащению культур народов, укреплению межнациональных отношений, заслуги в развитии внешнеэкономических и международных связей. Памятная медаль носится на левой стороне груди, при наличии государственных наград Российской Федерации, государственных наград СССР, государственных наград Чувашской Республики располагается после них. | Указ Главы Чувашской Республики от 21 октября 2019 года № 125 «Об утверждении Положения о памятной медали "100-летие образования Чувашской автономной области" и её описания                                                         |
| Аверс Реверс Лента  | Памятная медаль, посвящённая 80-летию строительства Сурского и Казанского оборонительных рубежей | 8 сентября2020 года  | Памятной медалью, посвящённой 80-летию строительства Сурского и Казанского оборонительных рубежей, награждаются граждане Российской Федерации, иностранные граждане и лица без гражданства за организацию работ и самоотверженный труд при строительстве Сурского и Казанского оборонительных рубежей, а также за плодотворную работу по организации и проведению мероприятий, посвящённых трудовому подвигу участников строительства Сурского и Казанского оборонительных рубежей, вклад в сохранение памяти о трудовом подвиге участников строительства Сурского и Казанского оборонительных рубежей и его популяризацию. Автор проекта медали — народный художник Российской Федерации Г. И. Правоторов | Указ Главы Чувашской Республики от 8 сентября 2020 года № 224 «Об учреждении памятной медали...» --- Постановление Кабинета министров Чувашской Республики от 3 марта 2021 года № 72 «Об утверждении Положения о памятной медали...» |
|                     | Звание «Ветеран труда Чувашской Республики»                                                      | 13 июня2007 года     | Звание «Ветеран труда Чувашской Республики» присваивается гражданам: - удостоенным государственных наград Российской Федерации, государственных наград Чувашской Республики, после назначения им пенсии либо по достижении возраста, дающего право на пенсию по старости; - гражданам, проживающим на территории Чувашской Республики и имеющим трудовой стаж не менее 40 лет для женщин и 45 лет для мужчин, после назначения им пенсии либо по достижении возраста, дающего право на пенсию по старости. | Постановление Кабинета Министров ЧР от 13 июня 2007 года №127 «Об утверждении порядка и условий присвоения звания "Ветеран труда Чувашской Республики» и выдачи удостоверения «Ветеран труда Чувашской Республики"»                  |